# Generoso Calenzio
Generoso Calenzio (Napoli, 30 ottobre 1836 – Roma, 10 dicembre 1915) è stato uno storico e presbitero italiano oratoriano.

## Biografia
Nacque nel 1836 a Napoli, dove fece i suoi studi.
Dopo avere iniziato a insegnare in istituti privati, pubblicò nel 1862 la sua prima opera, Vita e apologia di Bonifacio VIII.
Nel 1863 si trasferì a Roma, dove fu ammesso nella Congregazione dell'oratorio di San Filippo Neri.
Fu nominato prefetto della Biblioteca Vallicelliana, dove collaborò col noto confratello tedesco Augustin Theiner.
Nei primi anni romani si concentrò soprattutto sullo studio del concilio di Trento. Si appassionò inoltre alle ricerche archeologiche. 
Quando la Biblioteca Vallicelliana fu acquisita dallo Stato italiano espropriandola ai filippini, Calenzio trafugò un numero imprecisato di documenti e libri, andati poi dispersi alla sua morte.
Continuò la sua opera di ricerca come scrittore della Biblioteca Vaticana Nel 1878 presenziò al conclave per l'elezione di papa Leone XIII, come conclavista del cardinale Domenico Bartolini.
Morì nel 1915 a Roma.
La sua opera di tipo storico più importante e nota fu La vita e gli scritti del cardinale Cesare Baronio, pubblicata a Roma nel 1907.

## Opere
- Vita e apologia di Bonifacio VIII, Napoli, 1862.
- Saggio di storia del Concilio generale di Trento sotto Paolo III, Roma, Tipografia Sininberghi, 1869.
- Esame critico-letterario delle opere riguardanti la storia del Concilio di Trento, Roma-Torino, Tipografia Sininberghi-Tipografia Pontificia, 1869.
- Documenti inediti e nuovi lavori letterarii sul Concilio di Trento, Roma, Tipografia Sinimberghi, 1874.
- Agostino Theiner prete dell'Oratorio di Roma, s.n., 1874.
- La vita e gli scritti del cardinale Cesare Baronio, Roma, Tipografia vaticana, 1907.